# Sandoval County
Das Sandoval County ist ein County im nördlichen Teil des Bundesstaates New Mexico der Vereinigten Staaten. Es hat 89.908 Einwohner (Stand 2000). Der Sitz der Countyverwaltung (County Seat) befindet sich in Bernalillo.

## Geographie
Das County liegt im mittleren Nordwesten von New Mexico und hat eine Fläche von 9.620; davon sind 13 Quadratkilometer (0,13 Prozent) Wasserflächen. Sehenswürdigkeiten sind Bandelier National Monument, Kasha-Katuwe Tent Rocks National Monument, Coronado State Park und Fenton Lake State Park. In das County ragen Teile der Nationalforste Santa Fe National Forest und Cibola National Forest. Das County grenzt in New Mexico im Uhrzeigersinn an die Countys: Rio Arriba County, Los Alamos County, Santa Fe County, Bernalillo County, Cibola County, McKinley County und San Juan County.

## Geschichte
Neben dem Bandelier National Monument gibt es im County drei Orte mit dem Status einer National Historic Landmark, die Big Bead Mesa, die Jemez Historic Site und die archäologische Fundstätte Sandia Cave. 60 Bauwerke und Stätten des Countys sind insgesamt im National Register of Historic Places eingetragen (Stand 16. Februar 2018).

## Demografische Daten

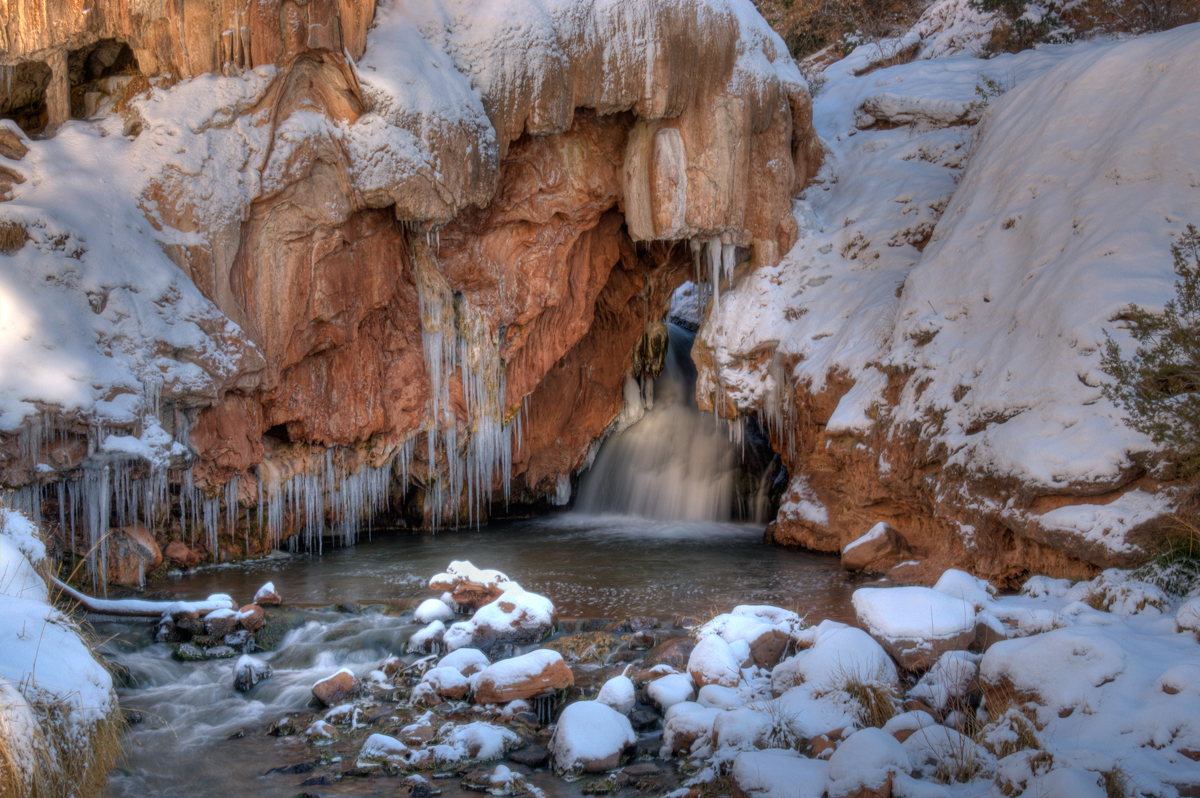
Der Jemez Creek nahe Jemez Springs im Winter

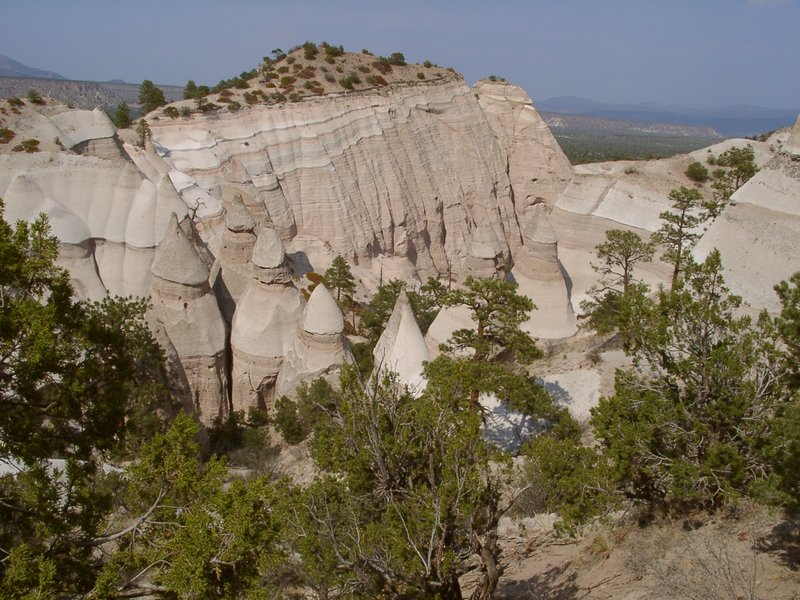
Kasha-Katuwe Tent Rocks National Monument

Nach der Volkszählung im Jahr 2000 lebten im County 30.126 Menschen. Es gab 11.134 Haushalte und 7.537 Familien. Die Bevölkerungsdichte betrug 2 Einwohner pro Quadratkilometer. Ethnisch betrachtet setzte sich die Bevölkerung zusammen aus 56,22 % Weißen, 0,78 % Afroamerikanern, 1,82 % amerikanischen Ureinwohnern, 0,54 % Asiaten, 0,08 % Bewohnern aus dem pazifischen Inselraum und 36,21 % aus anderen ethnischen Gruppen; 4,33 % stammten von zwei oder mehr ethnischen Gruppen ab. 77,96 % der Bevölkerung waren spanischer oder lateinamerikanischer Abstammung.
Von den 11.134 Haushalten hatten 34,60 % Kinder und Jugendliche unter 18 Jahre, die bei ihnen lebten. 44,50 % waren verheiratete, zusammenlebende Paare, 16,40 % waren allein erziehende Mütter. 32,30 % waren keine Familien. 26,60 % waren Singlehaushalte und in 8,20 % lebten Menschen im Alter von 65 Jahren oder darüber. Die Durchschnittshaushaltsgröße betrug 2,58 und die durchschnittliche Familiengröße lag bei 3,10 Personen.
Auf das gesamte County bezogen setzte sich die Bevölkerung zusammen aus 27,40 % Einwohnern unter 18 Jahren, 10,90 % zwischen 18 und 24 Jahren, 27,00 % zwischen 25 und 44 Jahren, 22,90 % zwischen 45 und 64 Jahren und 11,70 % waren 65 Jahre alt oder darüber. Das Durchschnittsalter betrug 35 Jahre. Auf 100 weibliche Personen kamen 96,70 männliche Personen, auf 100 Frauen im Alter ab 18 Jahren kamen statistisch 93,90 Männer.

Das jährliche Durchschnittseinkommen eines Haushalts betrug 26.524 USD, das Durchschnittseinkommen der Familien betrug 31.250 USD. Männer hatten ein Durchschnittseinkommen von 27.307 USD, Frauen 22.588 USD. Das Pro-Kopf-Einkommen betrug 13.268 USD. 24,40 % der Bevölkerung und 19,90 % der Familien lebten unterhalb der Armutsgrenze. 27,80 % davon waren unter 18 Jahre und 25,90 % waren 65 Jahre oder älter.

## Sonstiges
Am 20. Februar 2004 war das Sandoval County das zweite US-amerikanische County nach San Francisco, in dem eine Heirat zwischen zwei Frauen gebilligt wurde.

## Orte im Sandoval County
Im Sandoval County liegen sieben Gemeinden, davon eine City, zwei Towns und vier Villages. Zu Statistikzwecken führt das U.S. Census Bureau 18 Census-designated places, die dem County unterstellt sind und keine Selbstverwaltung besitzen. Diese sind wie die Unincorporated Communities gemeindefreies Gebiet.
| City - Rio Rancho 1 | Towns - Bernalillo - Edgewood 2 |

Villages
| - Corrales - Cuba | - Jemez Springs - San Ysidro |

Census-designated places (CDP)
| - Algodones - Cañon - Cochiti - Cochiti Lake - Jemez Pueblo | - La Cueva - La Jara - Pena Blanca - Placitas - Ponderosa | - Pueblo of Sandia Village - Regina - San Felipe Pueblo - San Luis - Santa Ana Pueblo | - Santo Domingo Pueblo - Torreon - Zia Pueblo |

andere Unincorporated Communities
- Counselor